# RTSJ
RTSJ (аббр. от англ. Realtime specification for Java) — спецификация реализованная корпорацией Sun в 2005 году для возможности написания приложений работающих в режиме реального времени, используя платформу Java.
RTSJ определяет следующие аспекты:
- Потоки реального времени
- Модель управления памятью
- Планировщик
- Синхронизация
- Асинхронные события и передача управления
- Время и таймеры
- Прямой доступ к физической памяти
- Сборщик мусора реального времени
- Компиляция в момент инициализации